# Shoma Kamata
Shoma Kamata (鎌田 翔雅 Kamata Shōma?, Chigasaki, Kanagawa, 15 de junio de 1989) es un exfutbolista japonés que jugaba como defensa.

## Trayectoria

### Clubes
| Club                      | País  | Año       |
| ------------------------- | ----- | --------- |
| Shonan Bellmare           | Japón | 2008-2014 |
| JEF United Chiba (cedido) | Japón | 2010      |
| Fagiano Okayama (cedido)  | Japón | 2014      |
| Shimizu S-Pulse           | Japón | 2015-2019 |
| Blaublitz Akita           | Japón | 2020      |
| Fukushima United F. C.    | Japón | 2021      |
| Kataller Toyama           | Japón | 2022      |